# Gram
|  | Per a altres significats, vegeu «Gram (desambiguació)». |

El gram (símbol: g) és una unitat de mesura de la massa, que es defineix com a 1/1000 del quilogram (kg). A vegades s'usen les abreviacions incorrectes gr o gm.
1 gram = 1 g = 0,001 kg
1 decagram = 10 g És el primer múltiple del gram i el segon submúltiple del quilogram. El seu símbol és dag.
1 decigram = 0,1 g
Un centímetre cúbic (10-6 m³) d'aigua, té una massa aproximada d'un gram. Un gram és també aproximadament el que pesa un clip per agrupar papers.
És la unitat de massa base en el sistema CGS, però no en el Sistema Internacional, on es defineix en funció del quilogram.
El decagram és el múltiple 